# Суперкубок Хорватії з футболу
Суперку́бок Хорва́тії з футбо́лу (хорв. Hrvatski nogometni superkup) — матч між переможцем чемпіонату і володарем Кубка Хорватії. Якщо команда робить дубль, виграє чемпіонат та Кубок, матч за Суперкубок не проводиться.

## Історія
Лише 5 клубів брали участь у турнірі з 1992 року. «Осієк» також кваліфікувався для Суперкубку, вигравши у 1999 році Кубок, але матч не було проведено через те, що клуби не змогли домовитись про дату матчу.
У 2024 році загребське «Динамо» зробило дубль, тож відповідно до регламенту матч за Суперкубок не проводився.

## Досягнення клубів
| Клуб   | Перемоги | Фінали | Переможні роки                                 | Фінальні роки                |
| ------ | -------- | ------ | ---------------------------------------------- | ---------------------------- |
| Динамо | 8        | 4      | 2002, 2003, 2006, 2010, 2013, 2019, 2022, 2023 | 1993, 1994, 2004, 2014       |
| Хайдук | 5        | 5      | 1992, 1993, 1994, 2004, 2005                   | 2003, 2010, 2013, 2022, 2023 |
| Рієка  | 1        | 3      | 2014                                           | 2005, 2006, 2019             |
| Інтер  | 0        | 1      | -                                              | 1992                         |
| Загреб | 0        | 1      | -                                              | 2002                         |